# Pétoncle
Taxons concernés
- Pectinidés autres que les coquilles St-Jacques
- Glycymeris (au XIXe siècle)
- ...modifier

Le terme pétoncle, de nos jours, désigne des espèces de bivalves pectinidés autres que les coquilles Saint-Jacques.
L'histoire de ce mot est en réalité complexe. Jusqu'à la fin du  XVIIIe siècle, il a servi pour nommer une grande diversité de coquillages avant que Jean-Baptiste de Lamarck n'en fasse un genre précis (Pectunculus). Les pétoncles de Lamarck et des naturalistes du XIXe siècle ne correspondent toutefois pas du tout aux coquillages que nous connaissons aujourd'hui sous ce nom.
Plusieurs espèces de pétoncles jouissent d'une excellente réputation gastronomique et font donc l'objet d'une exploitation à fort potentiel économique (pêche et pectiniculture).

## Étymologie

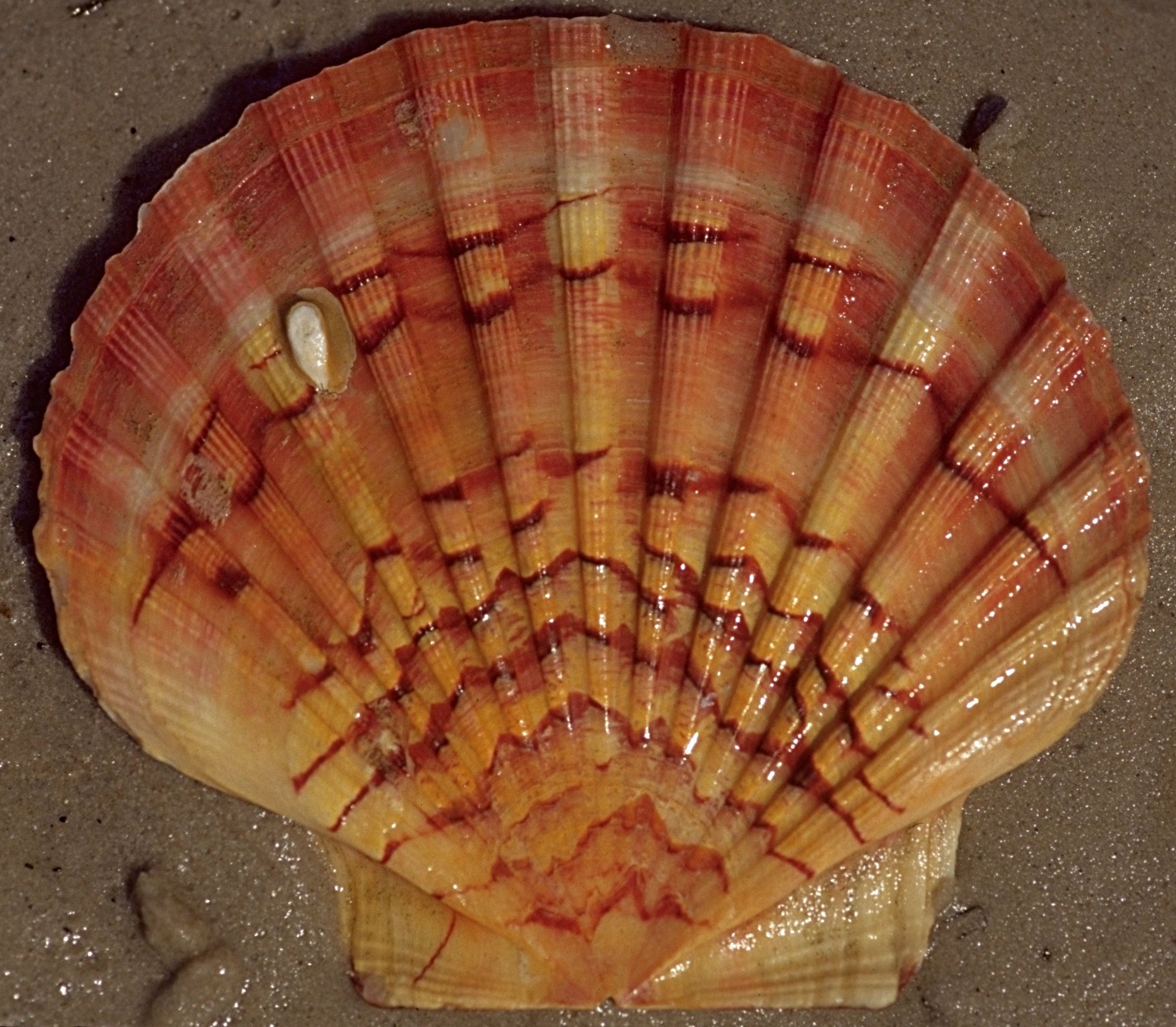
Les coquilles Saint-Jacques (ici Pecten jacobaeus) étaient nommées « peignes » dans l'Antiquité. Les pétoncles (pectunculus) étaient de petits peignes.

« Pétoncle » dérive directement du latin classique pectunculus, que l'on traduit par « petit peigne de mer » ; c'est le diminutif de pecten, le peigne de mer, c'est-à-dire la coquille St-Jacques.
On le trouve en français sous la forme poitoncle en 1415, puis petoncle en 1551.

## Histoire
Les auteurs de référence du monde gréco-latin dans le domaine de l'histoire naturelle connaissent bien les coquilles Saint-Jacques : les noms qu'ils leur donnent, kteis (κτεις, κτενος) dans le cas d'Aristote et pecten pour Pline l'Ancien, sont sans ambiguïté traduits par « peigne », une appellation toujours en usage de nos jours. Il n'est toutefois pas certain que cette appellation n'ait pas englobé d'autres espèces. L'incertitude n'est pas moindre pour pectunculus, le terme qui a donné le français « pétoncle », et dont divers auteurs avancent même qu'il pourrait avoir été équivalent de « coquillage ».
Quoi qu'il en soit, les pétoncles figurés par Guillaume Rondelet en 1558 dans son Histoire entière des poissons sont bien des pectinidés, appartenant aujourd'hui au genre Chlamys. À partir de cette époque, à la suite des écrits de Pierre Belon puis de Martin Lister, les termes « pétoncle » et « pectunculus » sont employés par les naturalistes pour nommer d'assez nombreux bivalves souvent sans rapport avec les pectinidés,. La situation du terme français restera confuse tout au long du XVIIIe siècle, certains auteurs adoptant la position de Belon et Lister, d'autres conservant préférentiellement la signification initiale faisant référence à la coquille Saint-Jacques et autres pectinidés ; ainsi, la cinquième famille des bivalves de Dezallier d'Argenville, consacrée aux peignes — dont il écrit qu'ils « se nomment en François Pétoncles » —, comporte-t-elle essentiellement des pectinidés, mais aussi des coquillages étrangers à cette famille.

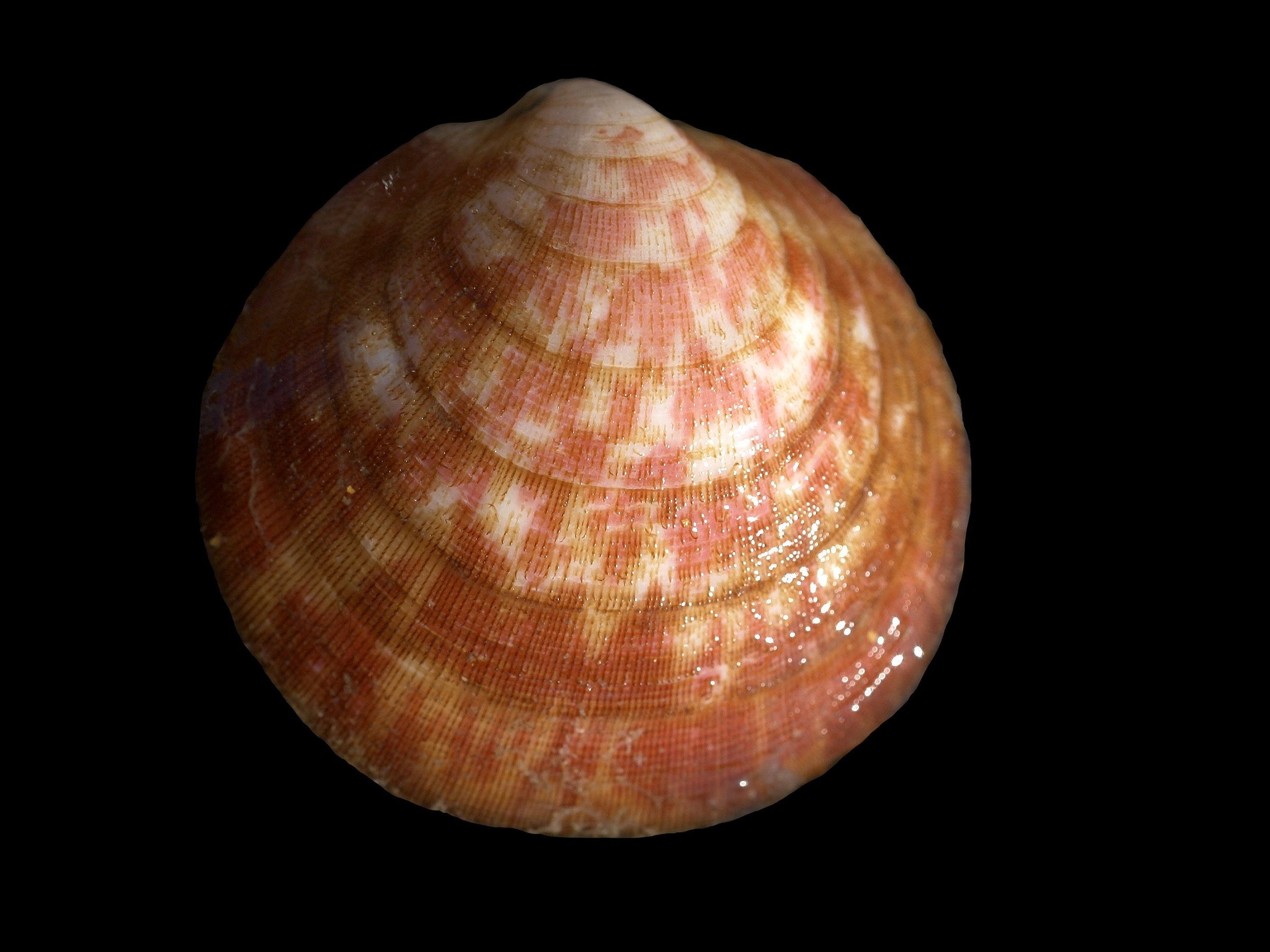
Au XIXe siècle, les spécialistes réservaient l'appellation « pétoncle » aux amandes de mer, ici Glycymeris glycymeris.

En 1758, Carl von Linné classe tous les pectinidés dans la section « Pectines » de son genre Ostrea. Au début du XIXe siècle, Lamarck les range tous dans le genre Pecten, qu'il nomme systématiquement « peignes » en français, et ne fait pas mention à leur sujet de l'appellation « pétoncle ». En fait, il réserve ce terme français à un nouveau genre qu'il nomme Pectunculus en latin et qui correspond à des coquillages d'une tout autre famille, aujourd'hui connus sous le nom de Glycymeris, ou amandes de mer. La communauté des malacologistes lui emboîtera le pas et, pour les spécialistes français du XIXe siècle, « pétoncle » sera durablement le nom usuel des mollusques du genre Glycymeris actuel.
Les dictionnaires reflètent de façon assez approximative cette évolution. L'édition de 1762 du Dictionnaire de l'Académie française en écarte les pectinidés (en excluant les peignes), conformément à certaines idées de l'époque ; les éditions suivantes se replieront sur une définition plus vague, et plus prudente. Le Larousse, conservant l'acception du XIXe siècle, l'assimile à l'amande de mer. Seul le Grand dictionnaire terminologique québécois entérine l'usage actuel, lui donnant pour équivalent l'anglais scallop qui désigne sans équivoque les pectinidés.
Le Dictionnaire de l'Académie et le Littré en font un substantif féminin ; il est masculin pour la plupart des autres dictionnaires, dont le Larousse et le GDT, ainsi — conformément à la désinence masculine du pectunculus latin — que dans les usages naturaliste, halieutique et commercial.

## Biologie
Le pétoncle se déplace en fermant brutalement sa coquille et en projetant un fort jet d'eau ; il se déplace donc « à réaction ». Cependant, contre-intuitivement, le jet d'eau produit est émis du côté de sa charnière (vidéo ci-contre).
Le système visuel du pétoncle est constitué de multiples yeux (jusqu'à 200 par individu, qui vus de près ont une apparence iridescente), et on sait depuis 1886 grâce au naturaliste Patten que l’œil du  pétoncle a un fonctionnement inhabituel. Patten avait en effet remarqué (sans pouvoir l'expliquer) que la pupille de l'animal montrait une image réduite et inversée du décor. Chaque œil contient en réalité un miroir concave au lieu de la lentille (cristallin) qui chez les animaux dits « évolués » focalise la lumière sur une rétine située en arrière de l’œil.

On a ensuite découvert que ce miroir est multicouche et que ces couches superposées sont accordées aux longueurs d'onde de la lumière qui se diffuse dans l'eau. Elles sont tapissées d'un pavage de minuscules cristaux parallélépipédiques carrés de guanine, dont on pense qu'ils  contribuent à diminuer les aberrations chromatiques, (contrairement aux lentilles, les miroirs n'y sont pas sensibles). La guanine cristallisée réfléchit la lumière (comme le font les écailles de poissons qui en contiennent également). L'organisation des couches de ce miroir est contrôlée avec une précision nanométrique (pour ce qui concerne les cristaux de guanine à nano-échelle), et une précision submillimétrique pour la morphologie tridimensionnelle de ces yeux. Ceci permet à l'animal de former une image dans chaque œil, via une double rétine (ou rétine à double couche). On pense que ces deux couches sont respectivement utilisées pour représenter la vision périphérique et la vision centrale. Ce système de vision est très proche de celui utilisé par les télescopes à miroir réfléchissants.

## Usage actuel

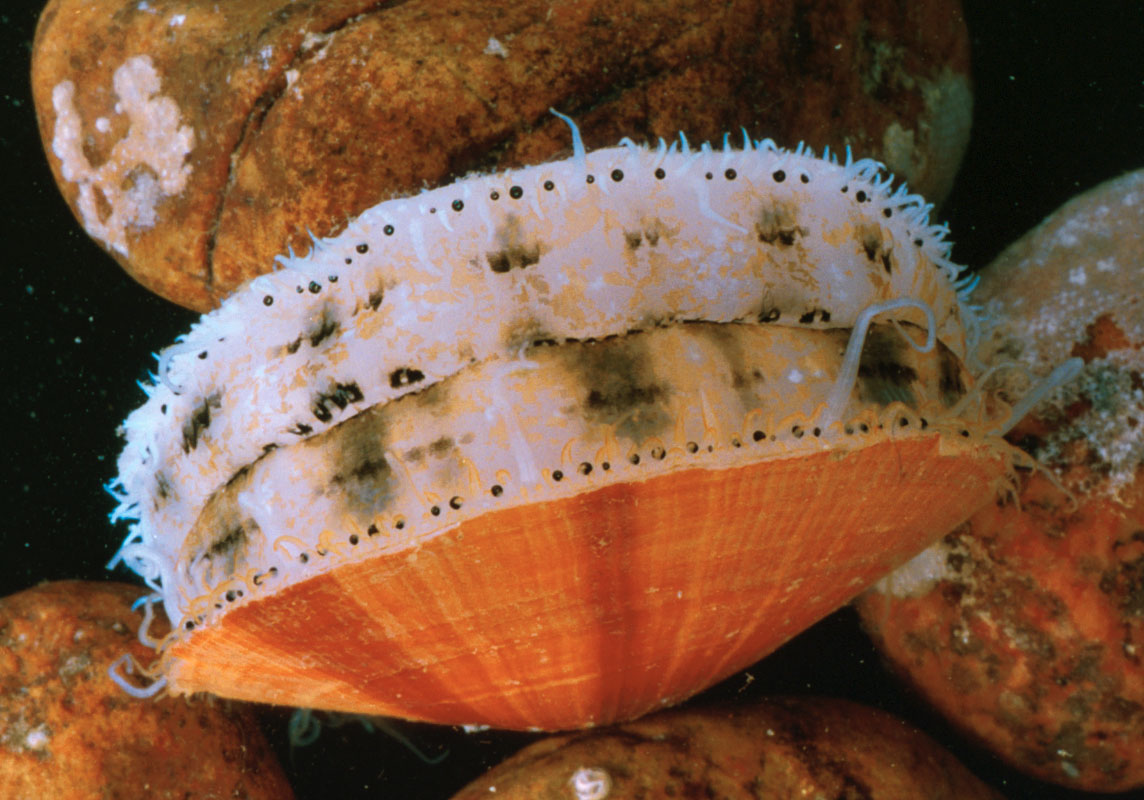
Le pétoncle géant est une espèce de très grande taille dont les plus grands spécimens atteignent 21 cm.

S'agissant de pectinidés, les auteurs anciens insistaient sur le fait que les pétoncles correspondaient à des modèles réduits de coquilles Saint-Jacques. Le sens actuel du mot rejoint cette acception ancienne en ce qu'il s'agit toujours de pectinidés ; mais il s'en écarte légèrement en ceci qu'il vise, sans tenir compte de la taille, tous les pectinidés qui n'appartiennent pas au genre des coquilles Saint-Jacques (Pecten). Or on donne le nom de pétoncle à des animaux dont les dimensions égalent ou excèdent celle des Pecten (par exemple le pétoncle géant du Canada, le pétoncle géant du Pacifique, le pétoncle japonais et le pétoncle des roches).

### France
L'utilisation vernaculaire du terme « pétoncle » est attestée depuis le XVIe siècle au moins sur le littoral atlantique français, en particulier en Vendée et Saintonge. Elle y a toujours cours, soit sous sa forme standardisée soit sous diverses variantes dialectales (petunclle, petungue). On trouve aussi plusieurs formes du mot sur les côtes de la Manche (péton, pétonge, pétonche…). Le vocabulaire maritime en langue bretonne l'a lui-même incorporé sous diverses formes, du Morbihan aux Côtes-d'Armor (peton, petonk, pitougnenn…) ; peton y est attesté depuis 1732. En France, il vise essentiellement les deux espèces régulièrement pêchées et commercialisées, le pétoncle blanc et le pétoncle noir. De fait, il est désormais compris partout. Une certaine « officialisation » du terme par les administrations et les milieux de la pêche a certainement facilité cette évolution. En témoigne l'impressionnante quantité de recettes de pétoncles sur la toile ; sauf rarissime exception, elles concernent toutes des pectinidés.
Effectivement, dans les documents officiels récents, qu'ils émanent de l'Administration, de l'Ifremer ou des organismes professionnels en rapport avec la pêche ou avec le commerce des produits de la pêche et de l'aquaculture, l'appellation « pétoncle »  est sans exception associée à des pectinidés. La signification qui avait cours au XIXe siècle dans les milieux scientifiques semble donc définitivement écartée : les coquillages du genre Glycymeris sont désormais nommés amandes ou amandes de mer. Étrangement, la Liste des dénominations commerciales de la DGCCRF, très complète en matière de produits de la mer, mentionne séparément les pectinidés en reprenant la référence à l'arrêté du 26 juin 1996, qui est spécifiquement consacré aux appellations des pectinidés, pétoncles et coquilles Saint-Jacques.

### Canada
Au Canada, où ne vit aucune espèce du genre Pecten, le terme pétoncle désigne sans ambiguïté l'ensemble des pectinidés à vocation commerciale. Il s'agit avant tout du pétoncle géant de l'espèce Placopecten magellanicus, de grande taille et de grande importance économique, pêchée et un peu cultivée dans l'est du pays (Maritimes, en particulier Nouvelle-Écosse, et Québec). Mais l'appellation concerne aussi des espèces de moindre valeur économique : sur la côte atlantique, le pétoncle d'Islande (Chlamys islandica) et le pétoncle de baie (Argopecten irradians), introduit dans l’Atlantique canadien à des fins d'aquaculture ; sur la côte pacifique, le pétoncle géant du Pacifique (Patinopecten caurinus) et le pétoncle des roches (Crassadoma gigantea), de très grande taille tous deux, mais considérés comme trop rares pour être exploitables, le pétoncle rose (Chlamys rubida) et le pétoncle épineux (Chlamys hastata), espèces de taille moyenne faisant l'objet d'une petite pêche commerciale, ainsi que le pétoncle japonais (Patinopecten yessoensis) introduit à des fins d'élevage.
L'Office québécois de la langue française fait du mot « pétoncle » un équivalent du scallop anglais. Il recommande d'éviter le terme « coquille Saint-Jacques » pour faire référence aux pectinidés canadiens.

### Autres pays francophones
Les pays francophones riverains de l'Atlantique du nord-est et de la Méditerranée semblent avoir adopté en matière de pectinidés commerciaux une nomenclature analogue à celle de la France.
En Belgique, un arrêté royal du 22 mai 1996 consacre la dichotomie entre coquilles Saint-Jacques et pétoncles, ces derniers correspondant à l'ensemble des pectinidés à l'exception du genre Pecten (les représentants du genre Chlamys pouvant en outre être nommés « vanneaux »).
En Algérie, le décret du 18 mars 2004 fixe les tailles marchandes d'un certain nombre de ressources halieutiques. Quatre espèces de pectinidés sont concernées, la coquille Saint-Jacques et trois pétoncles nommés pétoncle bigarré (Chlamys varia), pétoncle glabre (Chlamys glabra) et pétoncle operculaire (Aequipecten opercularis). Au Maroc, où sa pêcherie est peu développée, Aequipecten opercularis est également connu sous le nom de pétoncle blanc.

### Pétoncle ou peigne?
Dans l'Antiquité, le terme pecten, traduit par « peigne », faisait référence aux coquilles Saint-Jacques. Au XIXe siècle, notamment sous l'impulsion de Lamarck, le terme latin et son équivalent français furent employés pour désigner tous les pectinidés. Si ce dernier usage perdure, la concurrence avec pétoncle tourne de plus en plus à l'avantage de ce dernier. On ne trouve plus guère le terme « peigne » que dans certaines publications de la FAO, parfois reprises dans divers sites web liés aux milieux de la pêche. Certaines espèces reçoivent éventuellement les deux appellations : ainsi, Placopecten magellanicus peut-il être nommé « pétoncle géant » ou « peigne hauturier de l'Atlantique » , et l'espèce Chlamys imbricata est appelée aussi petit peigne noueux.

## Noms en français et noms scientifiques correspondants

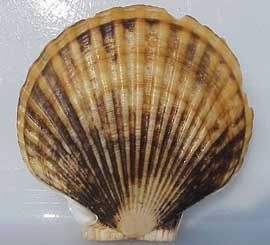
Le pétoncle géant du Pacifique (Patinopecten caurinus) peut atteindre 25 cm.

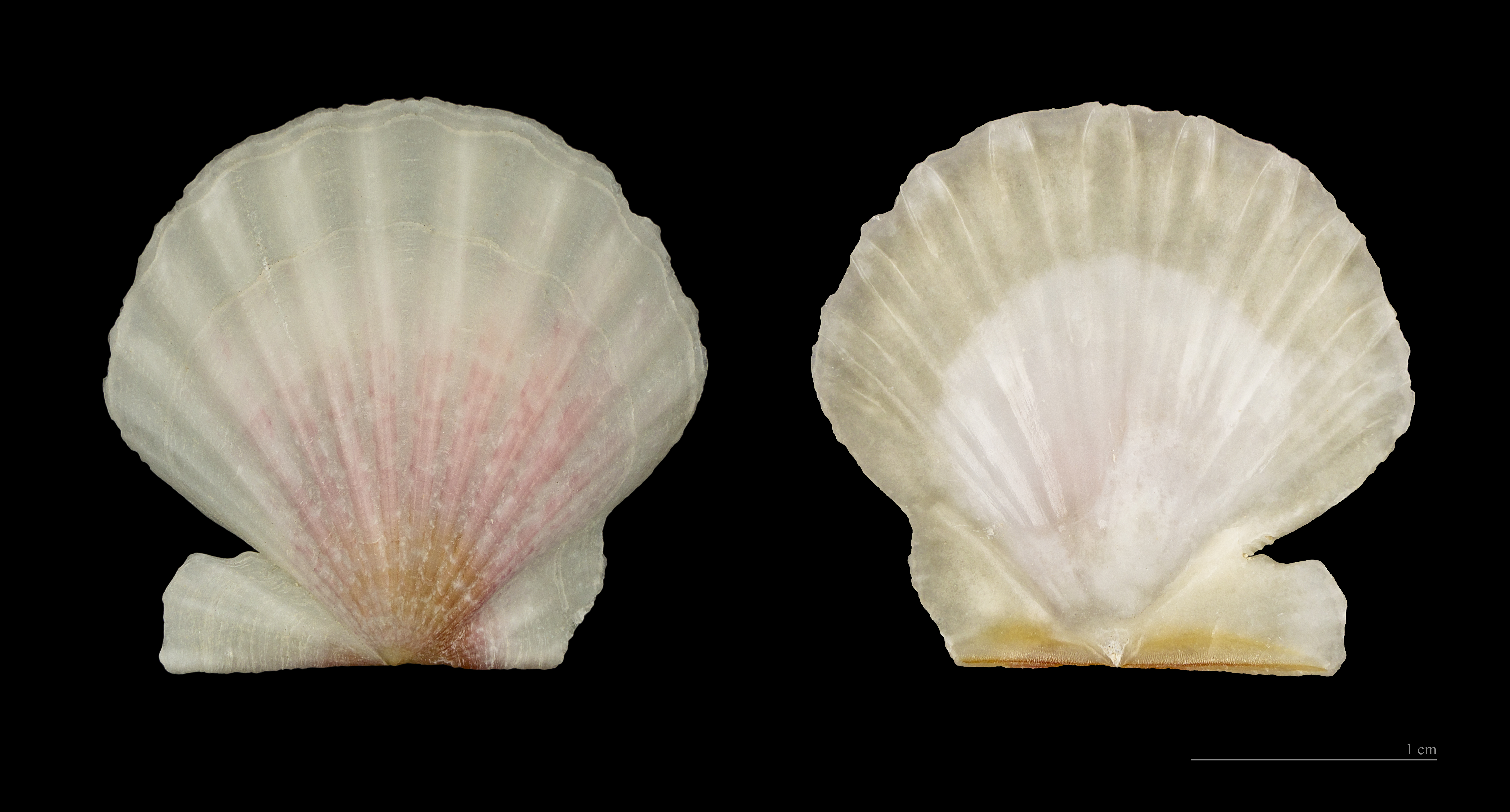
Un pétoncle glabre (Flexopecten glaber) au MHNT.

Note : certaines espèces ont plusieurs noms.
- Grand pétoncle - Chlamys orbicularis[37]
- Petit pétoncle - voir Pétoncle noir[37]
- Pétoncle - le plus souvent Chlamys spp. ou le Pétoncle noir[38],[37]
- Pétoncle des Antilles - Lyropecten antillarum (Antilles)
- Pétoncle austral - Adamussium colbecki (Antarctique)
- Pétoncle de baie - Argopecten irradians
- Pétoncle bénédicte - Chlamys munda (Antilles)
- Pétoncle bigarré - voir Pétoncle noir
- Pétoncle blanc - Aequipecten opercularis (Mer du Nord, Manche, Atlantique, Méditerranée.)
- Pétoncle chilien - Argopecten purpuratus (Pacifique du sud-est)
- Pétoncle à côtes fines - Chlamys multisquamata (Antilles)
- Pétoncle écailleux - Chlamys squamata[38] (Indo-Pacifique)
- Pétoncle épineux - Chlamys hastata
- Pétoncle étendard - Bractechlamys vexillum[38]
- Pétoncle éventail - voir Pétoncle chilien[38]
- Pétoncle géant - Placopecten magellanicus
- Pétoncle géant du Pacifique - Patinopecten caurinus
- Pétoncle gibecière ou Pétoncle-gibecière - Chlamys pesfelis[38] (Méditerranée)
- Pétoncle glabre - Flexopecten glaber (Méditerranée, Mer Noire)
- Pétoncle d'Islande - Chlamys islandica
- Pétoncle japonais ou Pétoncle du Japon - Patinopecten yessoensis[38]
- Pétoncle léopard - Annachlamys flabellata[38] (Indo-Pacifique)
- Pétoncle manteau - Gloripallium pallium[38] (Indo-Pacifique)
- Pétoncle mantelet - Decatopecten amiculum[38] (Indo-Pacifique)
- Pétoncle multistrié - Crassadoma multistriata (syn. Chlamys multistrata)[38] (Méditerranée)
- Pétoncle noir - Chlamys varia (Atlantique du nord-est)
- Pétoncle ondé - Chlamys flexuosa (syn. Flexopecten flexuosus[38] (Méditerranée)
- Pétoncle operculaire - voir Pétoncle blanc[38]
- Pétoncle orné - Chlamys ornata (Antilles)
- Pétoncle patte de lion - Lyropecten nodosus[38]
- Pétoncle péruvien - voir Pétoncle chilien
- Pétoncle protée - Flexopecten proteus[38]
- Pétoncle râpe ou Pétoncle râpé - Comptopallium radula (syn. Decatopecten radula[38]
- Pétoncle des roches - Crassadoma gigantea
- Pétoncle rose - Chlamys rubida
- Pétoncle sénateur - Chlamys senatoria[38] (Indo-Pacifique)
- Pétoncle de Singapour - Volachlamys singaporina[38] (Indo-Pacifique)
- Pétoncle volant - Argopecten ventricosus[38]

## Utilisation

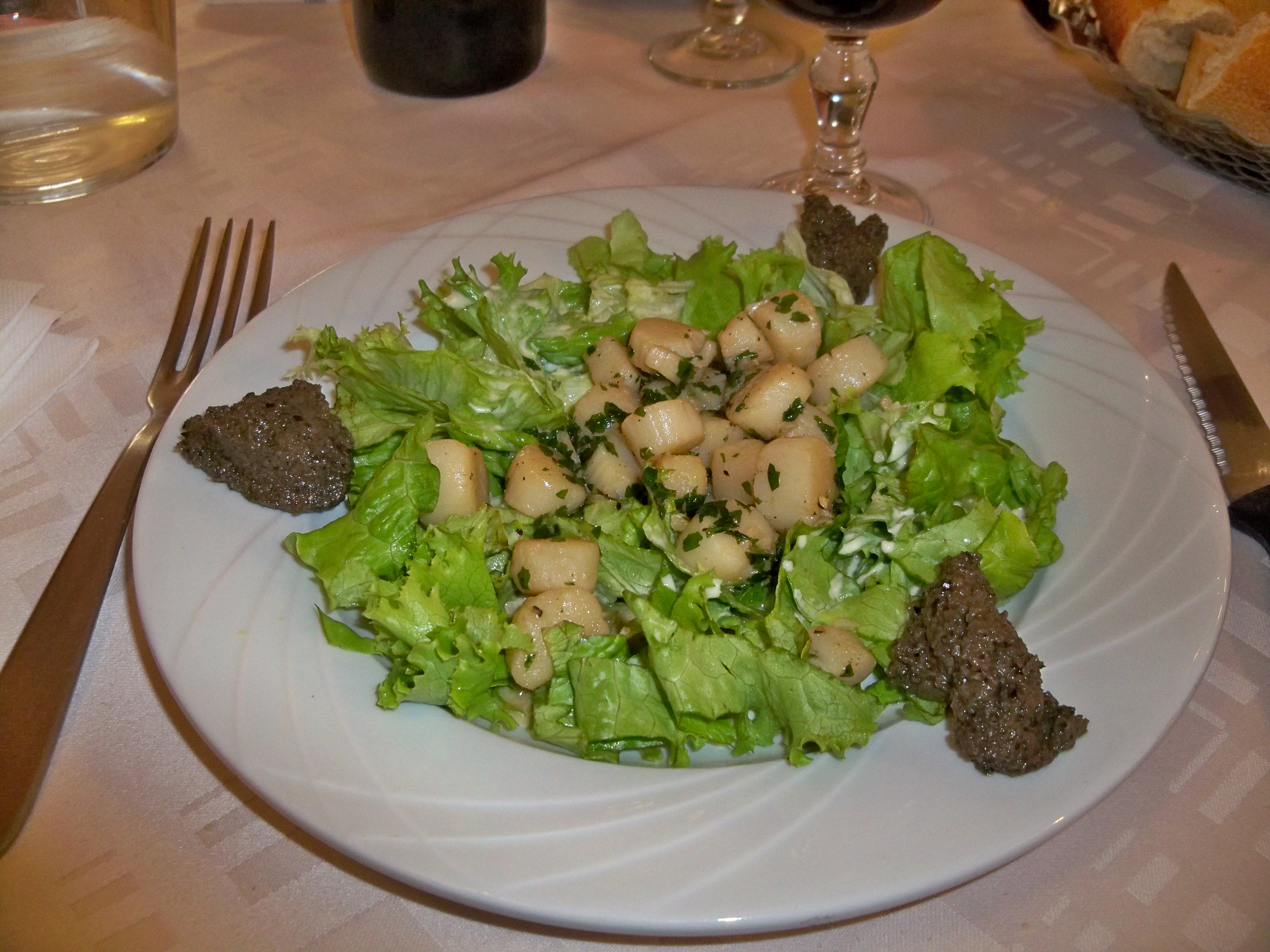
Salade de noix de pétoncle accompagnée de tapenade.

Les pétoncles, comme tous les pectinidés, sont parmi les fruits de mer les plus appréciés. Ils doivent sans doute cette réputation à leur taille assez grande, à leur chair plus tendre que celle de la plupart des autres mollusques et, surtout, à une saveur très particulière, généralement très douce. C'est à Russell Henry Chittenden, biochimiste à l'université Yale, que l'on doit, en 1875, la découverte de la teneur particulièrement élevée du muscle adducteur de pétoncle en glycogène.
C'est effectivement le muscle adducteur, plus connu sous le nom de « noix », qui constitue la partie la plus prisée du mollusque ; pour l'essentiel, ce sont donc les noix de pétoncles qui sont commercialisées.
Il se consomme cru, poché, poêlé ou passé au four (pétoncles farcis). Le pétoncle peut s'utiliser congelé ou frais. On consomme aussi le corail de pétoncle (l'organe génital). Le pétoncle est un fruit de mer très estimé pour ses valeurs nutritionnelles en acides gras : pauvre en acides gras saturés mais riche en Omégas-3. On reconnait sa fraîcheur à l'odeur, à l'absence de liquide suspect ou, lorsqu'il est vivant, à sa contraction musculaire.

## Différence de valeur nutritionnelle
Les protéines du pétoncle Chlamys varia cuit à la vapeur est de 23,2 grammes pour 160 milligrammes de sodium par rapport à la coquille de Saint Jacques qui est de 15,6 grammes pour 156 milligrammes de sodium[réf. nécessaire].

## Dans la culture
Le jeu de simulation Animal Crossing: New Horizons fait du pétoncle la créature marine préférée de la loutre appelée Pascal, qui donne au joueur les plans sirène.